# Lasaeola testaceomarginata
Lasaeola testaceomarginata là một loài nhện trong họ Theridiidae.
Loài này thuộc chi Lasaeola. Lasaeola testaceomarginata được Eugène Simon miêu tả năm 1881.